# Teinobasis wallacei
Teinobasis wallacei – gatunek ważki z rodziny łątkowatych (Coenagrionidae).